# Den københavnske Gadefærdsel i slutningen af 1920
|  | Denne artikel er oprettet af botten Steenthbot ud fra en ekstern database. Den kan derfor have sproglige fejl eller mangler. Denne skabelon kan fjernes efter kontrol af indholdet. |

Den københavnske Gadefærdsel i slutningen af 1920 er en dansk dokumentarisk optagelse fra 1920.